# Un asesinato musical
Un asesinato musical es una novela policíaca de la escritora israelí Batya Gur, publicada en 1996 en la versión original hebrea y en español en 2001 por la editorial Siruela en traducción de María Corniero.
- Datos: Q2884190